# Geschichte der Dresdner Philharmonie
Die Geschichte der Dresdner Philharmonie umfasst den Zeitraum von 1870 bis heute und wird hier mit detaillierten Informationen dargestellt, die ihrerseits den Rahmen des Artikels Dresdner Philharmonie gesprengt hätten.

## Gewerbehaussaal 1870, Gewerbehaus-Orchester 1871 und bis zum „Dresdner Philharmonischen Orchester“ 1915

### Vorgeschichte

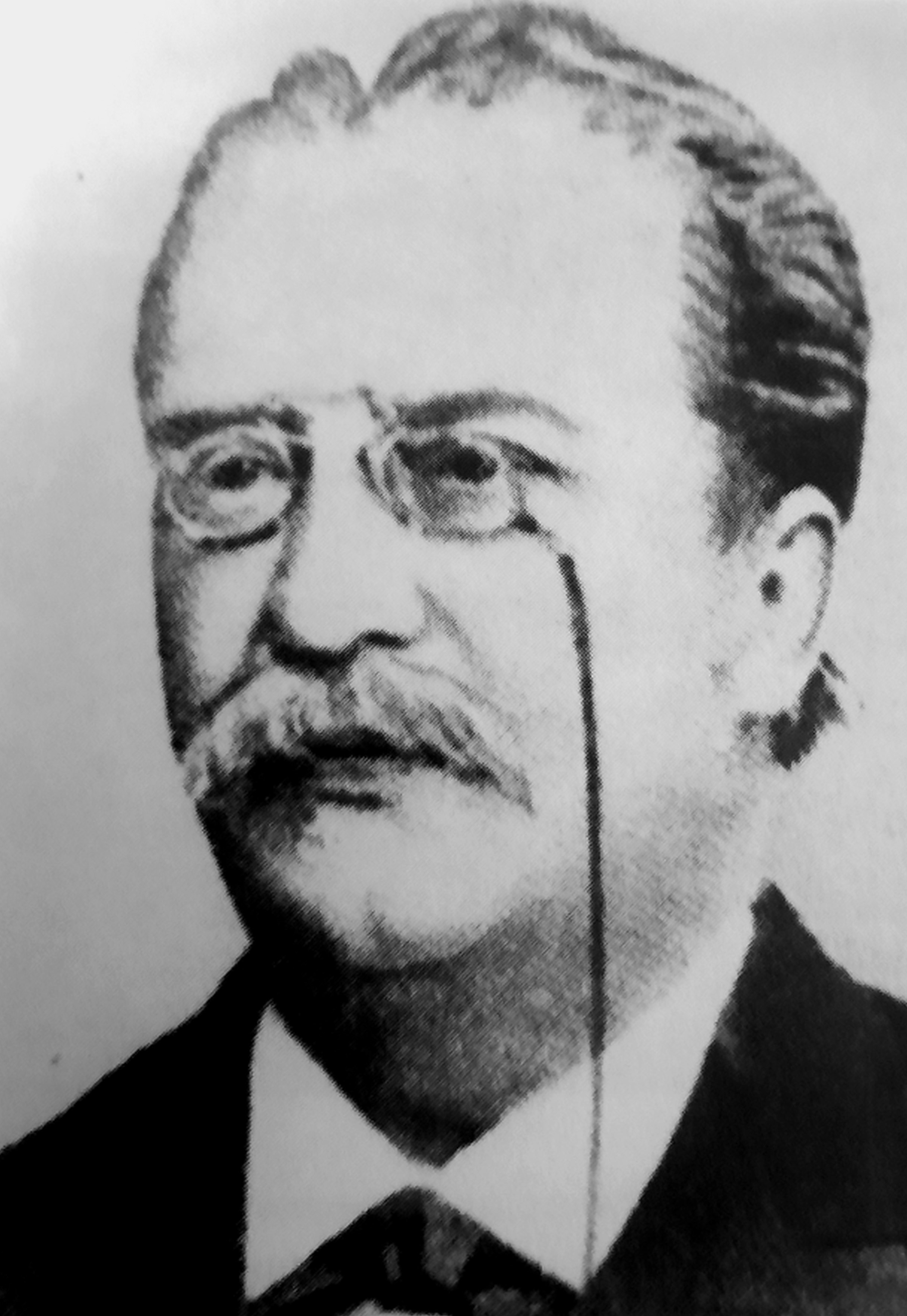
Moritz Erdmann Puffholdt

Von der Mitte des 18. Jahrhunderts an gab es Bemühungen um die Etablierung einer bürgerlichen Musikpflege als Pendant zur höfischen Musiktradition in Dresden. Dabei spielten vor allem die „Dilettanten-Konzerte“ bis weit in das 19. Jahrhundert hinein eine besondere Rolle. Bemühungen um die Etablierung eines regelmäßigen bürgerlichen Konzertlebens, wie die von Carl Maria von Weber (ab 1821) und Richard Wagner (1848) scheiterten zunächst daran, dass es ein einheitliches Orchester nicht gab. Einen ersten großen Erfolg verzeichnete der Musikdirektor Hugo Hünerfürst, der von 1851 bis 1858 die zur Zivilkapelle umgestaltete Musikkorps (damalige Schreibweise bis um 1880: Musikchor, so auch im weiteren Artikel zu interpretieren) der Dresdner Kommunalgarde übernahm und zu überregionaler Popularität führte. Ab 1861 übernahm Moritz Erdmann Puffholdt das Musikerensemble, sah sich einerseits zwar laufend wirtschaftlichen Schwierigkeiten ausgesetzt, sowie dem Desinteresse des Rates der Stadt an einer „Stadtmusik“. Gleichwohl konnte Puffholdt mit seinem Puffholdt’schen Musikchor (später Stadtmusikchor) die künstlerische Spitze der verschiedensten Kapellen halten und zugunsten der Musiker mit der Gründung des Musiker-Vereines 1869 noch ausbauen.

### Gewerbehaussaal und Gründung der „Gewerbehaus-Kapelle“

Dresdner Gewerbehaus-Orchester mit Dirigent Henrik Willy Olsen (1913)

Am 29. November 1870 wurde im neu eröffneten Gewerbehaus auf der Ostra-Allee 13 ein für die Bürger der Stadt zugänglicher Veranstaltungssaal (Gewerbehaussaal) mit 2057 Sitzplätzen eröffnet. Der Gewerbeverein Dresden, gleichzeitig auch Bauherr für diesen Saal, band vertraglich das Stadtmusikchor unter Puffholdt für die regelmäßige musikalische Bespielung des Saales. Noch 1870 wurde das erste Sinfoniekonzert u. a. mit Beethovens 5. Sinfonie gegeben, ihm folgte eine Beethoven-Säcularfeier noch 1870 und schließlich eine Konzertpflege, die es „in dieser Intensität, Regelmäßigkeit, Breitenwirkung … bis dahin in Dresden nicht gegeben hatte“. Puffholdt etablierte die „Großen Sinfonie-Konzerte“ mit einem dem damaligen Zeitgeschmack entsprechenden Programm ebenso, wie es im März 1871 ein erstes Gastdirigat gab (Michail Slatinn mit Werken u. a. von Rubinstein, Glinka und Serow).
Gleichwohl hatte der Gewerbe-Verein nicht im Sinn, das Stadtmusikchor dauernd an das Gewerbehaus und seinen Saal mit hervorragenden Klangeigenschaften zu binden (Puffholdt war Stadtmusikdirektor und hatte mit seinem Orchester Pflichten gegenüber dem Rat der Stadt zu erfüllen), sondern verfolgte die Idee, eine eigene Kapelle zu gründen und zu unterhalten, auf die er alleinigen Einfluss hatte. Im April 1871 verpflichtete er Hermann Gustav Mannsfeldt, ein in Dresden lange bekannter Dirigent, ein eigenes Orchester zu bilden. Mannsfeldt, der mit einem Teil seines Orchesters aus Kassel gekommen war, gelang es, durch Abwerbung eines Großteils der Musiker des Stadtmusikchors ein ständiges Orchester mit 56 Musikern zu bilden, das fortan als Gewerbehaus-Kapelle (öffentlich auch als Mannsfeldt-Kapelle bezeichnet) firmierte.
Diese Chronologie (und die weiteren geschichtlichen Ereignisse) haben die Dresdner Philharmonie veranlasst, ihr eigenes Gründungsdatum auf das Jahr 1870 zu fixieren: Am 18. November 1930 fand erstmals ein repräsentatives „Jubiläums-Konzert“ zu „60 Jahre Orchester Dresdner Philharmonie“ unter Leitung von Fritz Busch im Gewerbehaus statt, womit das Orchester selbst „seine“ Traditionslinie endgültig fixierte.

### Erstes Auslandsgastspiel und Aufschwung des bürgerlichen Konzertlebens in Dresden
Unmittelbar nach Dienstantritt von Hermann Mannsfeldt gelang ihm Anfang 1871 ein erster „Coup“: Johann Strauss war in Pawlowsk auf Grund seiner Amerika-Reise vertragsbrüchig geworden und auf der Suche nach Ersatz wurde die Dresdner Gewerbehaus-Kapelle unter Hermann Mannsfeldt für die Sommersaison 1871 in Pawlowsk verpflichtet – und auf Grund ihres Erfolges auch für die Folgesaison 1872. In der Geschichte der Dresdner Philharmonie ist dies damit das erste „Auslandsgastspiel“, 1879 folgte dann eines in Warschau, 1883 in Amsterdam und weiteren holländischen Städten.
Der ausgeschiedene Puffholdt wiederum musste für seine Kapelle neue Musiker verpflichten, gleichwohl gelang es ihm nicht umfassend, und an frühere Erfolge anzuknüpfen war ihm dadurch verwehrt: 1872 wurde die Stadtkapelle nach insgesamt über 450-jährigem Wirken (einschließlich deren Vorgänger) aufgelöst.
Mannsfeldt wiederum leistete mit seiner Gewerbehaus-Kapelle, der er 14 Jahre, bis 1885, vorstand, ein immenses Arbeitspensum: Regelmäßig wurden in den Wintermonaten an allen Wochenenden, zusätzlich donnerstags, später zusätzlich auch noch dienstags konzertiert. Sommerferien gab es nicht, hier wurden sommerliche Konzerte im Belverdere, im Großen Garten und weiteren freien Plätzen (heute: „Freiluft-Konzerte“) angesetzt (eine Konzerttradition in Dresden, die erst in den 1990er Jahren zum Erliegen kam). Dazu kamen seit 1876 regelmäßige Konzerte mit dem Dresdner Kreuzchor sowie zusätzliche Oratorien- und Chorkonzerte mit den Dresdner Musikvereinigungen, Benefizkonzerte, Vereinsabende usw. Als Konzertmeister diente u. a. bis 1879 der belgische Violinist Eugène Ysaÿe, der von hier aus seine internationale Karriere starten konnte.
Mannsfeldt selbst richtete seine Konzerte zunehmend programmatisch aus, indem er sie in „Abteilungen“ gliederte. Ab 1883 gehörten programmatische „Historische Concerte“ (z. B. „Von Bach bis Wagner“) dazu. Die Beethoven-Pflege und sein Einsatz für Johannes Brahms, Richard Wagner und Anton Rubinstein in „Extra-Concerten“ gehörten genauso zu Mannsfeldts Wirken, wie auch die Einführung von Solokonzerten oder auch – völlig neuartig – „Concerte ohne Tabakrauch“.
In der Spielzeit 1885/1886, nach dem Ausscheiden Mannsfeldts 1885, begründete schließlich der Berliner Hermann Wolff (ohne eine formale Position im Orchester selbst innezuhaben) auch in Dresden seine Idee Philharmonischer Konzerte – womit erstmals philharmonisch im Zusammenhang mit der Gewerbehaus-Kapelle nachweisbar ist. Für diese Abende wurde die Gewerbehaus-Kapelle auf 70 Musiker vergrößert, sie wurden von Jean Louis Nicodé bis zur Spielzeit 1888/1889 geleitet und waren danach bis 1894 ausgesetzt; von diesen ab 1894 bis 1915 durchgeführten Konzerten führt eine direkte Linie zu den „Außerordentlichen Konzerten“ der Dresdner Philharmonie.

### 25 Jahre Gewerbehaus-Orchester unter August Trenkler und Willy Olsen
Das Gewerbehaus-Orchester, das nach dem Ausscheiden Mannsfeldts trotz der Bindung an den Gewerbeverein und seinen Saal praktisch auf sich selbst gestellt war, wurde zunächst künstlerisch von den Kapellmeistern Michael Zimmermann in der Saison 1885/1886 und Ernst Stahl von 1886 an bis 1890 geleitet. Spätestens mit dem Ende der philharmonischen Konzerte 1888 war ein künstlerischer Abstieg unüberhörbar, der sich auch in einem starken Rückgang der Besucherzahlen bemerkbar machte. Auch eine beträchtliche Musikerabwanderung war festzustellen.
Der Gewerbeverein reagierte darauf, indem er seinen Saal ab der Saison 1890/1891 an August Trenkler als „Unternehmer auf eigene Rechnung“ verpachtete. Der in Dresden überaus populäre Militärkapellmeister hatte seine Tüchtigkeit längst unter Beweis gestellt, mit ihm setzte bei dem Gewerbehaus-Orchester vor allem die Tradition volkstümlicher „Unterhaltungskonzerte“ ein, die Trenkler meisterhaft beherrschte. August Trenklers Geschäftssinn garantierte nicht nur den Fortbestand der Kapelle, Besucherschwierigkeiten gab es fortan nicht mehr. Seinen „Tischkonzerten“, bei der auch der Ausschank erlaubt war, wurde dermaßen zugesprochen, dass der Saal häufig wegen Überfüllung geschlossen werden musste, regelmäßig gab es „Konzerte mit Ball“. Das Unternehmen florierte wirtschaftlich besser denn je, die Kapelle und sein Dirigent wurden in zahlreichen sächsischen Städten engagiert und vergrößerten den Wirkungskreis, wie auch die Bekanntheit des Gewerbehaus-Orchesters beträchtlich. Überdies wurden zu den Konzerten vorbildlich ausgestattete Programmhefte ausgegeben. August Trenkler trat auch weiterhin mit „Philharmonischen Konzerten“ auf, wenngleich musikerzieherische Aspekte in den Hintergrund traten, er vergrößerte aber vor allem die Zahl der Solisten, die mit dem Orchester auftraten, beträchtlich. In der Sommerpause musizierte das Orchester täglich als „Königliches Belvedere-Orchester“ (Trenkler hatte durch seine zahlreichen Verbindungen die Nutzung des Vorsatzes „Königlich“ erhalten).
Als 1903 August Trenkler 67-jährig hochgeehrt in den Ruhestand trat, übernahm der 1900 als Konzertmeister in den Dienst der Gewerbehauskapelle getretene Däne Willy Olsen ebenfalls als „Unternehmer auf eigene Rechnung“ das Orchester. Anders als Trenkler konnte er zwar auf ein Stammpublikum aufbauen, jedoch wurden die immer zahlreicher werdenden Variétes in Dresden sowie die Konkurrenz durch das Medium Film, das als Stummfilm stets auf Begleitmusik (d. h. begleitende Musiker, die großen Häuser unterhielten sukzessive eigene Orchester) zu einer ernsten Problematik für die wirtschaftliche Basis des Gewerbehaus-Orchesters.
Seine Amtsperiode bis 1915 war nach der von Hermann Mannsfeldt die zweite mit einer verstärkten Auslandstätigkeit des Orchesters. Nach einem Gastspiel im Februar 1907 in Prag ging es im April bis Juni 1907 nach Kopenhagen und weitere Städte Skandinaviens. 1909 trat das Gewerbehaus-Orchester wohl als eines der ersten deutschen, wenn nicht überhaupt als erstes deutsches, Orchester unter dem Namen „The Dresden Philharmonic Orchestra“ eine Nordamerika-Tournee per Ozeandampfer und Sonderzug durch die USA und Kanada an und gastierte in 60 Tagen in 30 Städten mit insgesamt 56 Konzerten, u. a. in New York (Carnegie Hall), Toronto, Detroit, Cincinnati, New Orleans, Atlanta und Buffalo, vielfach im Rahmen großer Musikfeste. Trotz der Strapazen (die Tournee wurde auch als „wilde Jagd“ bezeichnet), war der künstlerische Triumph ein großer Lohn für die Mühsal.
Die enorme positive Wirkung in der Dresdner Presse wurde nur wenige Monate später wesentlich für das Orchester und seinen Bestand: Spätestens ab 1911 wandte sich Olsen an den Rat der Stadt und erbat eine jährliche finanzielle Unterstützung für die Musiker seines Orchesters und wies nach, dass das Jahressalär kaum zur Begleichung der regelmäßigen Ausgaben für die Familien ausreichte, mithin die Musiker gezwungen waren, sich einen Nebenverdienst zu suchen. Olsens Anliegen wurde jedoch akzeptiert, bot er sich und das Orchester als Gegenleistung an, regelmäßig „Volkssinfoniekonzerte“ durchzuführen. Das akzeptierte der Rat und mit dem erstmaligen städtischen Finanzierungsbeitrag in der Geschichte des Orchesters begannen 1912 die „Städtischen Volkssinfoniekonzerte“
Die „Städtischen Volkssinfoniekonzerte“ hatten vornehmlich bildenden Charakter: Für 30 Pfennige Eintrittspreis pro Person auf allen Plätzen (inklusive Garderobe und Programmheft, zu deren Erstellung der Rat die wichtigsten Kritiker der Dresdner Tageszeitungen verpflichtete) zogen sie vornehmlich ein Publikum an, das sich die „normalen“ Eintrittspreise nicht leisten konnte, aber an künstlerisch hervorragend dargebotener Musik interessiert war. Auf Grund des Erfolges wurde der Bogen weiter und intensiver gespannt. Als Höhepunkt verzeichnet der Chronist Dieter Härtwig das Auftreten des Kreuzkantors Otto Richter und dem Orchester 1913 mit Bachs 3. Suite, Beethovens 2. Sinfonie und Wagners Vorspiel zu den „Meistersingern“ im fertiggestellten Neubau des Zirkus Sarrasani vor 5000 Zuhörern. Auch weitere Dresdner Institutionen und Verbände banden das Gewerbehaus-Orchester vertraglich.
Dadurch, dass diese bildenden Konzerte regelmäßiger Bestandteil der Programme des Gewerbehaus-Orchesters wurden und unter unterschiedlichsten Bezeichnungen bis heute erhalten blieben und bleiben, sind sie damit eine Traditionslinie der Konzertarbeit der Dresdner Philharmonie geworden.
Dies alles wurde durch den Ausbruch des Ersten Weltkrieges jäh unterbrochen: Viele Orchestermusiker wurden zum Heeresdienst eingezogen und der Däne Willy Olsen lehnte jede weitere Konzerttätigkeit auf eigene Rechnung ab. Da der Gewerbeverein, der es als eine Pflicht betrachtete, „für den Fortbestand einer höheren Ansprüchen entsprechenden Musikkörperschaft in Dresden neben der Königlichen Kapelle“ Sorge trug und einen „Musikausschuss“ bildete, der das wirtschaftliche Risiko der Spielzeit 1914/1915 trug, blieb Willy Olsen noch diese in Dresden (anschließend ging er nach Finnland). Damit bildete das Jahr 1915 eine echte Zäsur in der Geschichte der Dresdner Philharmonie.

## Orchestergeschichte von 1915 bis 1933

### 1915 bis 1923: „Dresdner Philharmonisches Orchester“
Im April 1915 lösten sämtliche Musiker nach Unstimmigkeiten mit Olsen ihre Saisonverträge und wandten sich den laufenden Verhandlungen des Gewerbevereines mit einem privaten Unternehmer zu, der in der allgemein unsicheren Lage ein Angebot unterbreitet hatte, das schließlich auch angenommen wurde. Der in Dresden bereits bekannte Edwin Lindner (1884–1935) hatte als Organisator parallel zahlreiche Honoratioren für eine Art „Gründungsverein“ für ein Dresdner philharmonisches Orchester gewonnen.
Am 17. Mai 1915 „kaufte“ am Ende der Spielzeit 1914/1915 der das Gewerbehaus-Orchester und benannte es in „Dresdner Philharmonisches Orchester“ um. Der Kaufpreis betrug 35.000 Goldmark – ein damals üblicher Preis für ein Stadtmusikgeschäft – und beinhaltete das Archiv einschließlich der Notenbestände und der großen Instrumente. Er bildete ein sogenanntes „Teilungsorchester“ während parallel sich der Gründungsverein in die „Gesellschaft zur Förderung des Philharmonischen Orchesters und zur Unterstützung des Musikerstandes in Dresden“ umwandelte, die mit 20.000 Goldmark Gründungskapital ausgestattet war, die außerdem 30.000 Goldmark für zunächst drei Jahre zur Verfügung stellte. Da damit zahlreiche angesehene Bürger (Mitglieder des sächsischen Königshauses, Regierungs-, Kommerzien- und Hofräte, Unternehmer, Ärzte, Militärs und Künstler) – einer der Wortführer war Jean Louis Nicodé – eingebunden waren, hatte er mit diesem Start auch von vornherein sich ein repräsentatives Ansehen gesichert.
Musikerseitig übernahm er 21 Personen aus dem (nunmehr: ehemaligen) Gewerbehaus-Orchester und engagierte 18 weitere in Dresden ansässige Musiker sowie 25 „Auswärtige“. Während einerseits ehemalige Mitglieder der Gewerbehauskapelle später ausschieden, vergrößerte Lindner wiederum das Orchester auf 80 Musiker, meist hervorragende Instrumentalisten. Gestartet wurde am 16. Oktober 1915 im Gewerbehaus mit Beethovens 9. Sinfonie und bereits die ersten Kritiken nahmen den außerordentlichen Qualitätssprung wahr. Auf höherem musikalischen Niveau wurden durch Lindner und (ab 1920) seinen zweiten Kapellmeister, Florenz Werner, neben den Sinfoniekonzerten, den Städtischen Volkssinfoniekonzerten, den „Großen Philharmonischen Konzerten“ auch die volkstümlichen Tischkonzerte weitergeführt. Überdies führte Lindner den heute noch modernen und meist dreiteiligen Programmtypus ein, lediglich in den damals populären „Großen Konzerten“ wurde der Typus der zehn- bis fünfzehn gespielten Konzertausschnitten noch eine längere Zeit beibehalten.
1917 wurde ein „Erstes modernes Musikfest“ veranstaltet, was ausschließlich Neuschöpfungen gewidmet war und bei dem u. a. Bernhard Sekles, Walter Braunfels und Paul Graener auftraten und z. T. als Uraufführungen eigene Arbeiten präsentierten.
Von 1920 bis 1933 veranstaltete der Komponist, Dirigent und Musikschriftsteller Kurt Kreiser musikalische Bildungsabende, genannt „Historische Orchesterkonzerte“, die über Lindners Wirken hinausreichen. Lindner initiierte, dass Johann Strauss (Enkel) ab der Spielzeit 1921/1922 Konzertserien mit der Dresdner Philharmonie gab. Auch dies weist weit zeitlich über Lindner hinaus, denn Strauss-Enkel dirigierte diese noch bis in die Ära van Kempens (insgesamt wurden es über 1000 Konzerte mit der Dresdner Philharmonie), bis er am 2. Weihnachtsfeiertag 1938 nach einem Konzert mit der Dresdner Philharmonie seinen Taktstock endgültig niederlegte (er verstarb wenige Wochen später in Berlin).
Im Frühjahr 1921 unternahm ein großer Teil des inzwischen deutschlandweit anerkannten Orchesters eine Auslandstournee unter Alexander László in 28 schwedische Städte (mit großer internationaler Resonanz), Edwin Lindner hingegen setzte während dieser Reise mit Hilfe von temporären Kräften die Orchestertätigkeit in Dresden fort: Diese Teilung eines Orchesters, in Wien z. B. längst ein Standard, hatte in Dresden noch keines gewagt.
Die künstlerischen Erfolge konnten jedoch die wirtschaftlichen Schwierigkeiten insbesondere der Nachkriegszeit nur kaschieren: Verträge galten nur von Oktober bis April (Wintersaison), für die Sommersaison waren zusätzliche Beschäftigungen zu finden, die regelmäßige Bespielung des Belvederes war infolge kriegsbedingter Einsparungen weggefallen. Möglichkeiten ergaben sich als Kurorchester in Bad Elster und in Bad Weißer Hirsch (heute Stadtteil von Dresden) sowie als Ausstellungsorchester im Dresdner Ausstellungspalast. Gleichwohl spitzte sich die wirtschaftliche Situation ab Ende 1921 durch die zunehmende Hyperinflation derart zu, dass schließlich 1922/1923 das Orchester die bis dahin größte künstlerische Krise erlebte und eine Auflösung ernsthaft diskutiert wurde. Die bis dahin existenten Mäzene waren seit 1918 nicht mehr vorhanden (z. B. das sächsische Königshaus) oder gerieten selbst durch die galoppierende Inflation in große wirtschaftliche Probleme (z. B. die Unternehmer oder die Banken), die Orchestermusiker wiederum litten blanke Existenznot. Letztere überwarfen sich mit ihrem „Chef“, so dass Edwin Lindner seinen am 30. April 1923 auslaufenden Vertrag nicht verlängerte und nach Berlin ging; er übernahm dort das Orchester des Deutschlandsenders.

### 1923 bis 1929: Neue Probleme und Konsolidierung unter Eduard Mörike

Dresdner Gewerbehaus-Orchester mit Eduard Mörike

Der Weggang Edwin Lindners im April 1923 verschärfte die Situation noch mehr, die „Hyperinflation“ hatte ihren Höhepunkt, der erst im November 1923 lag, noch nicht erreicht. Das Orchester musste seinen Zusammenhalt nunmehr selbst in die Hände nehmen, die meisten Orchestermitglieder wanderten ab. Eine Neukonstituierung als „Dresdner Sinfonie-Orchester“, als eine GmbH oder unter dem Dach der bisherigen Fördergesellschaft schieden alle aus. Allerdings bekannte sich in dieser Situation der Rat der Stadt Dresden zu dem Orchester und bildete mit anderen Kulturvereinigungen eine „Konzertgemeinde“, die den Fortbestand des Orchesters ermöglichte. Das unter der Last der Inflation nahezu zusammengebrochene Orchester erhielt eine wirtschaftliche latente, aber zumindest tragfähige gemeinnützige Basis. Am 1. Oktober 1923 – kurz vor dem Höhepunkt der Inflation – eröffnete Joseph Gustav Mraczek als künstlerischer Leiter und erstmals unter dem Namen „Dresdner Philharmonie“ die Saison 1923/1924, die Wiederherstellung hatte er im Verband mit dem Bühnenvolksbund betrieben.
Aus dem übrig gebliebenen Stamm von 24 Musikern und einigen Neuverpflichtungen hatte er ein Orchester von 38 Mann gebildet, was nach Bedarf durch Mitglieder der Staatskapelle auf bis zu 80 Musiker verstärkt wurde (das Orchester hatte ursprünglich 80 Musiker, verstärkt bis zu 100 Musiker).
Von der Leitung trat Mraczek im April 1924 bereits wieder zurück, die anhaltenden wirtschaftlichen Schwierigkeiten konnte er nicht vollständig beseitigen, was zu Auseinandersetzungen zwischen ihm und den Musikern führte. Der Vorstand des Orchesters wurde seinerseits initiativ, um eine ähnliche genossenschaftliche Konstellation zu erreichen, wie sie die Berliner Philharmoniker bereits eingeführt hatten und damit eine wirtschaftliche Stabilisierung ihres Orchesters erfolgreich erreichten. Die Gründung der Genossenschaft, aus steuerlichen Gründen nicht als „eingetragene Genossenschaft (eG)“, sondern als „eingetragener Verein“ (e. V.), erfolgte am 12. Juni 1924. Wenngleich damit zwar die Existenzkämpfe nicht ausgestanden waren, so war die Verpflichtung als gleichzeitig Arbeitgeber (je höher die künstlerische Leistung sei, desto besser werde die wirtschaftliche Grundlage) und Arbeitnehmer (der dazu explizit beitrage und an einer verbesserten wirtschaftlichen Basis wiederum finanzielle Vorteile habe), die das „Genossenschaftsorchester“ gleichzeitig in sich trage, ein selbstgewählter Anspruch für die Zukunft. Dem trug auch Rechnung, dass ein dem Genossenschaftsgedanken aufgeschlossener neuer Chefdirigent noch im September 1924 das Amt antrat: Eduard Mörike, Großneffe des gleichnamigen Dichters und in Dresden seit 1920 bekannt und inzwischen gut vernetzt.
Mörike war einerseits der geeignete Mann als pädagogisch-psychologisch geschickter Orchestererzieher, zum anderen ein hervorragender Organisator: Im Verbund mit den Vereinen „Dresdner Volksbühne“ und „Volkswohl“ (letzterer auch in ganz Sachsen tätig, womit auch die Reisetätigkeit des Orchesters wieder begann) organisierten Konzerten erreichte man nunmehr zahlreiche Zuhörer, die in „Abonnementkonzerten“ ihrerseits eine dauerhafte wirtschaftliche Basis bildeten. Mörike bildete die „Volkssinfoniekonzerte“ in Anbetracht eines wirtschaftlichen Trägers zu „Volksbühnenkonzerten“ um, bei denen trotzdem der Bildungsgedanke erhalten blieb (Einführungsvorträge, spezielle Themen, wie „Beethoven und unsere Zeit“, „Der junge Wagner“ oder „Alte und neue Tanzweisen im Spiegel der Zeit“, deren Ruf aber weit über Dresden hinaus wirkte und immer mehr zur Grundlage der Orchesterarbeit wurde) und führte die bis heute prägenden „Zykluskonzerte“ ein. Bezüglich letzterer führte er 1925/1926 den ersten umfassenden „Beethoven-Zyklus“ in der Geschichte des Orchesters ein.
Bedeutend und letztlich bis heute fortwirkend war zunächst die Mitwirkung an den von Paul Büttner 1912 eingeführten Konzerte für die Arbeiterjugend, die von Mörike nunmehr auf alle Volks-, Berufs- und höhere Schulen ausgedehnt wurde (Diese „Schulkonzerte“ sind bis heute durchgängige Praxis des Orchesters und genießen nach wie vor ein hohes Ansehen in Dresden). Der Rat der Stadt erhöhte schließlich 1926 den von ihm dafür gezahlten Zuschuss für die meist von Florenz Werner geleiteten zehn Schulkonzerte unter der Bedingung, dass jährlich noch weitere zehn Konzerte für Erwerbslose durchführe. Der Mitteldeutschen Rundfunk AG (MIRAG) wiederum sorgte durch die zahlreiche Übertragung dieser Konzerte dafür, dass diese musikerzieherische Tätigkeit der Dresdner Philharmonie bekannt und schließlich bahnbrechend wurde, zumal das Orchester auch bei Gastspielreisen musikpädagogisch tätig war.
Mörike konnte aber auch ein seit Jahrzehnten virulentes Problem lösen. Er strebte eine homogene Orchester-Klangkultur an, die allerdings mit Musikerverträgen, die nur für eine Saison (Oktober bis April) galten, trotz sommerlicher Auftritte, nicht zu erreichen war. Das ließ sich nur erreichen, wenn das Orchester in seiner Gesamtheit auch in der Sommersaison dauerhaft Beschäftigung erhielt und ganzjährige Arbeitsverträge abgeschlossen werden konnten. Ab 1925 (bis 1933) ging daher das Orchester nach Bad Pyrmont, um dort als „Kurorchester“ aufzutreten (die örtliche Leitung übernahm Walter Stöver), zunächst im Kurpark, ab 1928 im dortigen neuerbauten Konzerthaus.

### Rasche Wechsel am Dirigentenpult: 1929 bis 1933
In den „Großen Philharmonischen Konzerten“ (ab 1926 fortgesetzt als „Große Gesellschaftskonzerte“, später als „Große Abonnementskonzerte“ bezeichnet) wurden zahlreiche Gastdirigenten verpflichtet, so Bruno Walter, Erich Kleiber (bis 1934 zyklisch), aber auch Hermann Abendroth ab 1925 für viele Jahre bis auch nach dem Zweiten Weltkrieg, Carl Schuricht ab 1930 sowie besonders, ab 1928, Fritz Busch. Fritz Busch ist bis heute der einzige Dirigent geblieben, der neben seiner Tätigkeit als Chefdirigent an der Semperoper sich gleichzeitig dem „zweiten bürgerlichen Orchester“ in Dresden widmete und dies, auch in Verstärkung mit Mitgliedern der Opernkapelle, zu Höchstleistungen anspornte und auf diese Weise besonders in die Weiterentwicklung des Orchesters eingriff. Als Mörike 1929 überraschend verstarb, war er Dirigent eine Gedächtniskonzertes für den langjährigen Chef der „Dresdner Philharmonie“.
Auf ihn geht auch die Festlegung der Dresdner Philharmonie auf das Gründungsjahr 1870 zurück, da er am 18. November 1930 ein „Jubiläums-Konzert“ zu „60 Jahre Orchester Dresdner Philharmonie“ initiierte und leitete und damit auch die Diskussionen um den originären Erstpunkt – Mannsfeldt-Kapelle ab 1871, Lindner, der auf Briefbögen drucken ließ: „Gegründet 1915“ – mit der seinerzeitigen Einweihung des Gewerbehaus-Saales 1870 verknüpfte.
Noch 1929 wurde Paul Scheinpflug als neuer Chefdirigent verpflichtet. Obwohl Orchestererzieher, wie Mörike, stellte sich seine Wahl alsbald als problematisch heraus, da Paul Scheinpflug seine zahlreichen eigenen Gastdirigenten-Verpflichtungen in vollem Umfang wahrnahm, immer seltener seinerseits in Dresden auftrat und das Profil der Kapelle durch die zahlreichen Gastdirigenten geprägt wurde (herausragend hierbei Fritz Busch). Ein erneuter Wechsel wurde unumgänglich. 1932 wurde nicht nur der Vertrag mit Paul Scheinpflug gelöst, sondern als neuer Chefdirigent der erst 33-jährige Werner Ladwig gebunden. Mit großem Ehrgeiz begann er seine Tätigkeit und belebte die Einführungsvorträge neu. Gleichwohl war die wirtschaftliche Situation 1932 erneut katastrophal und es wurde erneut über die Auflösung des Orchesters diskutiert. Auch wenn sich ein Kuratorium zur Förderung des Orchesters mit Oberbürgermeister Wilhelm Külz sowie u. a. Fritz Busch, Alfred Reucker und Paul Büttner an der Spitze bildete, änderte dies nur wenig in der allgemein problematischen damaligen Zeit.

## Die Geschichte des Orchesters im Nationalsozialismus (1933 bis 1945)

### Vorbemerkung
Die Geschichte des Orchesters in den Jahren 1933 bis 1945 war bis zum Erscheinen der Festschrift zum 150. Jubiläum und dem darin enthaltenen Forschungs-Essay Auch die Musik verlor ihre Unschuld – Die Dresdner Philharmonie 1933 bis 1945 von Albrecht Dümling (Schloemann, Wolff, 150 Jahre …, S. 58–97) nur sparsam behandelt worden, letztlich waren alle Unterlagen der Philharmonie 1945 beim Untergang des Gewerbehauses verbrannt. Dümling arbeitete in seinem Essay auf der Grundlage aller damals primär (persönliche Erinnerungen), wie vor allem sekundär (Archivmaterial anderer Quellen, Zeitungen, Zeitschriften u. a. Druckwerke) verfügbaren Dokumente die Orchestergeschichte in der Zeit des Nationalsozialismus auf und stellte sie insgesamt in den Kontext der nationalsozialistischen Kulturpolitik. Zweifelsfrei steht rein künstlerisch betrachtet fest, dass die Zeit des Chefdirigenten Paul van Kempen der bis dahin unerreichte Höhepunkt der Leistung des Orchesters war, die aber wertend einerseits als Teil der NS-Kulturpolitik begriffen werden muss, auch mit den persönlichen Verstrickungen, die andererseits und nicht zuletzt durch die Zerstörungen Dresdens zu einem faktischen Ende des Orchesters 1945 führte.

### 1933 bis zum Dienstantritt von Paul van Kempen 1934
Mit dem Antritt der NS-Machthaber setzte Ladwig, damals stets auf der Suche nach wirtschaftlicher Perspektive für das Orchester, auf das neue Regime und versuchte, u. a. über den Komponisten Paul Graener, der dem NS-Kampfbund angehörte und schon bald eine wichtige Rolle in der NS-Reichsmusikkammer einnahm, sich und dem Orchester Rückhalt bei beiden zu verschaffen. Dazu gehörte die Entfernung der beiden „nichtarischen“ Orchestermitglieder Michael Rakier (Trompeter) und Salomon Engelsman (Flötist). Beiden gelang 1936 die Flucht aus Deutschland nach Palästina, wo sie ad hoc Mitglied des eben gegründeten Palestine Orchestra wurden; der langjährige Konzertmeister und nur noch gelegentlich im Orchester musizierende Stefan Frenkel erhielt ein endgültiges Auftrittsverbot.
Doch trotz zahlreicher öffentlicher Bekundungen Ladwigs zugunsten des neuen NS-Regimes verschlechterte sich 1933 die wirtschaftliche Situation des Orchesters weiter: Die Zuschüsse der Stadt Dresden wurden eingekürzt, die finanziellen Beiträge von Bad Pyrmont für die Sommersaison wurden 1933 von 60.000 auf 36.000 Reichsmark gekürzt (weshalb in dem Jahr dort die letzte Sommersaison der Dresdner Philharmonie war) – bis schließlich Anfang 1934 sogar Gehaltszahlungen an die Musiker eingestellt werden mussten. Allerdings zeigten sich zahlreiche auswärtige Künstler „solidarisch“; „Hoffnungen habe es von verschiedenen NS-Dienststellen gegeben“, wie die damalige Presse berichtete. In dieser schwierigen Situation verstarb nach nur zweijähriger Amtszeit Ladwig an den Folgen einer Operation erst 35-jährig im März 1934 in Berlin.

### Paul van Kempen als Chefdirigent (1934–1942)
Nach einer, so Zeitgenossen, mitreißenden Interpretation von Beethovens 9. Sinfonie am 16. April 1934 wurde der 41-jährige gebürtige Niederländer Paul van Kempen, der 1932 die deutsche Staatsbürgerschaft annahm und 1932–1933 für die „Nationalsozialistische Kulturgemeinde“ als Kapellmeister bereits tätig war, ad hoc vom Orchester zum Chefdirigenten als Nachfolger des unglücklich verstorbenen Ladwigs gewählt, ernannt und trat bereits im Mai 1934 das Amt an.
Trotz der immer noch bestehenden und wirtschaftlich verheerenden Situation, aber kurz nach dem Dienstantritt van Kempens sprang Ernst Zörner, der am 1. August 1933 eingesetzte NS-Oberbürgermeister von Dresden, dem existenzbedrohten Orchester bei und erklärte, dass er städtischerseits eine Finanzierung von mindestens 36 Stellen garantieren wolle. Van Kempen gelang es also, sekundiert durch verschiedene Beiträge von Karl Laux, zu OB Zörner schnell eine enge Beziehung aufzubauen.
Dies bedeutete einerseits, dass die Dresdner Philharmonie sich unter seinem Chefdirigat bedingungslos in die NS-Kulturpolitik einzuordnen hatte. Anderseits hatte Zörner den Ehrgeiz, Dresden als Kunst- und Kulturstadt im NS-Staat zu etablieren und auszubauen. Sein ambitioniertes Projekt ab 1933 war die „Neugestaltung des Königsufers“, dem wohl der ehrgeizige Zörner ein neues, ebenfalls persönliches Prestige versprechendes Nachfolgeprojekt folgen lassen wollte: Nach Abwendung der größten Probleme des Orchesters nach dem Dienstantritt van Kempens noch im Jahr 1934 verkündete Zörner schließlich Anfang 1935, dass Dresden eine Musikstadt ersten Ranges im Deutschen Reich werden müsse, was nicht anders bedeutete, dass Dresden sich der Konkurrenz etablierter Musikstädte, wie München, Hamburg oder Berlin zu stellen und sich darin auch zu behaupten hatte.
Dies allerdings traf wiederum den künstlerischen „Nerv“ des „Probenfanatikers“ (Härtwig) van Kempens, dessen künstlerischer Anspruch war, dass für jede Aufführung der Dresdner Philharmonie galt: „Alles muss plattenreif sein“: Der leidenschaftliche Musikant van Kempen, so Härtwig, mit seinem hochentwickelten Klangsinn setzte neue Maßstäbe hinsichtlich Klangdifferenzierung in einem nunmehr spannungsvoll und impulsiv musizierenden Orchester und führte binnen weniger Monate die Dresdner Philharmonie zu einem der hervorragendsten Orchester Deutschlands, wenn nicht gar, so Härtwig, Europas. Folgerichtig wurden 1937 die ersten Schallplattenaufnahmen der Philharmonie produziert. Aus den Anfängen wurden laufende Verpflichtungen für die Deutsche Grammophon und schließlich wurde Aufnahme um Aufnahme der Dresdner Philharmonie in die höchste Kategorie Meisterklasse eingeordnet.
1936 wurde die 1924 vom Orchester gebildete Genossenschaft aufgelöst und auf Betreiben Zörners in eine von ihm gegründete „Stiftung zur Förderung der Dresdner Philharmonie“ überführt. Diese, rechtlich im Grunde fiduziarische Stiftung, bedeutete, dass die Dresdner Philharmonie ein Orchester in Trägerschaft der Stadt wurde (was sie im Übrigen seit den Veränderungen in der Orchesterlandschaft seit 1990 wieder ist), die Gehälter der Musiker wurden aus dem Haushalt gezahlt und ein Geschäftsführer, Artur Hartmann, angestellt. Der in der damaligen Zeit populäre Dresdner Oberbürgermeister Zörner wurde durch Gauleiter Martin Mutschmann unter fadenscheinigen Vorwänden 1937 abgelöst. Trotz dass Zörner maßgebend für die Einbürgerung Adolf Hitlers war, konnten Interventionen aus Berlin dies nicht verhindern: Van Kempen verlor seinen wichtigsten Unterstützer, was die Position des Orchesters zwar erneut gefährdete. Er kompensierte dies im Verbund mit Artur Hartmann durch die erwähnte Aufnahmetätigkeit von Schallplatten, durch zahlreiche Gastdirigenten, die er nach Dresden holte, wie auch eine Gastspieltätigkeit des Orchesters, die noch bis weit in den Zweiten Weltkrieg hinein fortgeführt wurde. Gipfelpunkt war der erste (und bisher einzige) Film, in dem die Dresdner Philharmonie als Orchester eine wesentliche Rolle spielte (einschließlich der Großaufnahmen von Paul van Kempen): Symphonie eines Lebens von 1942 (Uraufführung 1943), der, so Härtwig, durch zahlreiche Großaufnahmen und Filmsequenzen von Orchester und/oder Dirigent dokumentarisch ein wertvolles Material damaliger Aufführungspraxis ist.
Die Einberufungen von Orchestermusikern ab 1939 und die ab da ständigen Querelen mit NS-Dienststellen, die nicht nur van Kempens Kompromisslosigkeit in künstlerischen Fragen betrafen, führten schließlich dazu, dass er 1942 seinen Dienst quittierte und als Nachfolger Herbert von Karajans nach Aachen ging.
Van Kempen habe (innerlich) über seine gesamte Dienstzeit in Dresden eine distanzierte Haltung zum NS-Regime bewahrt, so z. B. immer wieder Härtwig in seinen Darstellungen und Aufsätzen. Auch der extern aufarbeitende Rechercheur Albrecht Dümling bescheinigte 2020, dass tatsächlich von van Kempen, der während seiner Dresdner Zeit nie NSDAP-Mitglied (oder Mitglied in einer der vielen NS-Organisationen) war und, anders als von Ladwig, seinem Vorgänger, keine positiven oder gar agitatorischen Äußerungen zugunsten des Regimes aufzufinden seien. Dümling vermutet überdies, dass der bei den Dresdner Neueste Nachrichten tätige damalige und während der gesamten NS-Zeit auch parteilos gebliebene Musikkritiker Karl Laux wohl als „(künstlerisches) Sprachrohr van Kempens“ gedient haben müsse. Gleichwohl ordne sich van Kempens öffentliches Auftreten trotzdem nahtlos und ohne Widerspruch in die NS-Kulturpolitik seiner Dienstjahre in Dresden ein.

### 1944 und 1945: Der faktische Untergang der „Dresdner Philharmonie“
Als sein Nachfolger amtierte zunächst Carl Schuricht, der erst am 1. Juli 1944 zum 1. Oktober 1944 formell zum Chefdirigenten ernannt wurde. Zu einem Dienstantritt kam es nicht mehr, Joseph Goebbels hatte die Schließung u. a. aller Konzertsäle mit dem „totalen Kriegseinsatz der Kulturschaffenden“ verfügt, was ein striktes Auftrittsverbot für die Dresdner Philharmonie bedeutete. Das letzte öffentliche Auftreten war am 2. September 1944, eine Zwingerserenade, die wegen schlechten Wetters in das Gewerbehaus verlegt werden musste und bezeichnenderweise mit Haydns Abschiedssinfonie endete. Die verbliebenen Musiker wurden an die Front kommandiert oder hatten Arbeitseinsätze, vorwiegend in der Rüstungsindustrie, zu leisten.
Am 7. Oktober 1944 wurde die Hauptspielstätte, das „Gewerbehaus“ durch einen Luftangriff schwer beschädigt und schließlich bei denen des 13.–15. Februar 1945 völlig zerstört. Letztere bedeuteten den faktischen Untergang des Orchesters: Nicht nur die Büro- und Probenräume wie auch der große Konzertsaal waren zerstört, es verbrannten alle aktuellen und archivierten Geschäftsunterlagen, das Notenarchiv, die großen Instrumente: Wie viele andere Institutionen auch, hatte damit die Dresdner Philharmonie aufgehört, zu existieren.

## Geschichte von 1945 bis 1990

### Neubeginn 1945/1946
Der damalige Geschäftsführer Artur Hartmann und dessen Stellvertreter, der Orchestervorstand Josef Zirkler, bemühten sich darum, die überlebenden Orchestermitglieder ausfindig zu machen. Im März 1945 sammelten sich die ersten Orchestermitglieder in der von den Luftangriffen verschont gebliebenen Wohnung Zirklers in Strehlen, die sich immer wieder als Treffpunkt anbot. Am Ende des Krieges waren es ganze 32 Orchestermitglieder, die für einen praktisch kompletten Neustart der Dresdner Philharmonie zur Verfügung standen. Ganze 23 Stimmpakete des Bestandes waren gerettet worden. Die sowjetische Militäradministration (SMAD) und die neu eingerichteten deutschen Verwaltungsorgane unterstützten diesen ab Mai 1945 zwar, gleichwohl standen finanzielle Mittel ebenfalls zunächst nicht zur Verfügung.
Der feste Wille, das Orchester neu aufzubauen, ließen die damaligen Protagonisten jedoch die in der Geschichte des Orchesters auch noch nie gekannten Schwierigkeiten in der zerstörten Stadt überwinden. Nach Genehmigung der SMAD und der Findung eines ersten Dirigenten (Gerhart Wiesenhütter, damals der erste stellvertretende Nachkriegs-Bürgermeister von Weinböhla) fand das erste öffentliche Konzert am 8. Juni 1945 im Gemeindehaus der Christuskirche im Dresdner Stadtteil Strehlen statt und ist wohl einer der ersten (nach Härtwig der erste) öffentlichen Auftritte eines Orchesters in der sowjetisch besetzten Zone.
Die Schwierigkeiten des Neubeginns waren unvorstellbar: Man musizierte in Tanzsälen, Werkshallen, Kinos und in Schulen. Instrumente und Noten wurden zu Fuß oder per Handwagen durch die Stadt transportiert. Jedes einzelne Konzertprogramm musste durch die SMAD vorab genehmigt werden. Wiesenhütter, der bereits im November 1945 den Titel eines Generalmusikdirektors erhielt, konnte vieles durch seine Persönlichkeit erreichen, doch nach nicht einmal einem Jahr, zum 1. Juni 1946, wurde er als „Musikalischer Oberleiter“ an den Mitteldeutschen Rundfunk Leipzig berufen, ein Teil der Musiker folgte ihm, u. a. der besseren (und auch geregelten) Bezahlung nach Leipzig. Sie konnten zwar bis Juli 1946 zu Teilen ersetzt werden, so dass eine Zahl von 65 Musikern (erneut) erreicht wurde und der Bestand des Orchesters nicht mehr gefährdet war. Militärverwaltung, Stadt Dresden und die Landesregierung Sachsen fanden immer wieder Wege, den Bestand des Orchesters finanziell abzusichern: Ein „bürgerliches Musikleben“, wie es einst bestand, gab es schon lange nicht mehr.
Der Komponist und Dirigent Hans-Hendrik Wehding weihte schließlich im Dezember 1946 im Hygiene-Museum die als „Steinsaal“ bezeichnete (zunächst als Festsaal benannt) umgebaute Eingangshalle des Museums als dauerhafte Spielstätte des Orchesters (bis 1958) ein. Gleichzeitig ermöglichte er den Einsatz des Orchesters als Rundfunkorchester des Senders Dresden, was eine dauerhafte Finanzierung bedeutete.

### Die „Dresdner Philharmonie“ von 1947–1969

#### Die „Ära Bongartz“ 1947–1964
Die Sicherung der Finanzierung des Orchesters, nur knapp zwei Jahre nach dem totalen Zusammenbruch und der faktischen Auslöschung des Orchesters, sowie die Einweihung einer ständigen Spielstätte (die im Übrigen für die nahezu täglichen Liveübertragungen des Senders Dresden auch nötig war) sorgten für sich bereits für eine neue Profilierung der Philharmonie, die mit der Berufung von Heinz Bongartz als Chefdirigent und künstlerischem Leiter ab dem 1. Juli 1947 einen weiteren Schub erfuhr. Er, der seit 1945 zahlreich als Gastdirigent aufgetreten war (und damit seinerseits auch das Überleben des Orchesters förderte), sorgte während der folgenden Jahre für eine neue Ära. Diese begann (wenn auch deren erstes Konzert Rudolf Kempe leitete) mit der Aufnahme der Serenaden (Sommerkonzerte) im Pillnitzer Schlosspark noch im Sommer 1947.
1950 wurde die „Dresdner Philharmonie“ schließlich mit dem Zusatz Staatliches Orchester Sachsen versehen bzw. geehrt: Ein Zusatz, der zwar 1952 wieder wegfiel, jedoch erstmals eine dauerhafte Finanzierung des Orchesters (und von da an bis 1990 über alle sonstigen Wirrnisse hinweg) sicherstellte, was auch die enorme künstlerische Weiterentwicklung unter Bongartz und seinen Nachfolgern möglich machte.
Kurt Masur wirkte seit 1955 als zweiter Dirigent der Dresdner Philharmonie. 1964 verabschiedete sich Bongartz; nach einer Zwischenzeit unter Horst Förster wurde Masur schließlich von 1967 bis 1972 Chefdirigent der Philharmonie.

### Kulturpalast ab 1969
In der Zeit von 1986 bis 1995 leitete Jörg-Peter Weigle das Orchester.
Von 1965 bis 1997 lag die Dramaturgie in den Händen von Dieter Härtwig.

## Nach 1992
2003 bis 2011 war Rafael Frühbeck de Burgos Chefdirigent der Dresdner Philharmonie, von 2011 bis 2019 war es Michael Sanderling, danach von 2019 bis 2023 erneut Marek Janowski.
Ab der Spielzeit 2024/25 ist Donald Runnicles als Chefdirigent designiert.
Als Intendant (geschäftsführender Leiter) des Orchesters wirkte von 1992 bis zu seinem Tod im Juli 2004 Olivier von Winterstein, dem interimistisch bis zum Jahresende 2004 und regulär von Januar 2005 bis Dezember 2014 Anselm Rose folgte. Dessen Nachfolgerin ist seit Januar 2015 Frauke Roth.